# Szuju állomás
Szuju (Suyu) állomás a szöuli metró 4-es vonalának állomása, mely Szöul Kangbuk-ku (Gangbuk-gu) kerületében található.

## Viszonylatok
| 4-es vonal                                     | 4-es vonal                | 4-es vonal                      |
| ---------------------------------------------- | ------------------------- | ------------------------------- |
| Sszangmun (Ssangmun) Tanggoge (Danggogae) felé | személy- és expresszvonat | Mia Anszan (Ansan) és Oido felé |